# Garfield Todd
Reginald Stephen Garfield Todd, född 13 juli 1908 i Invercargill, Nya Zeeland, död 13 oktober 2002 i Bulawayo, Zimbabwe, var en liberal premiärminister i Sydrhodesia 1953 till 1958.

## Biografi
Todd studerade vid Otago University och Glen Leith teologiska högskola i Nya Zeeland och på University of the Witwatersrand i Sydafrika. Han emigrerade till Sydrhodesia från Nya Zeeland 1934 för att verka som protestantisk missionär och drev Dadaya New Zealand Churches of Christ Mission School. En av lärarna i hans skola var Robert Mugabe. Även om han inte hade någon formell medicinsk utbildning, inrättade Todd och hans hustru Grace en klinik där de förlöste hundratals mödrar och behandlade lindrigare skador.

### Politiskt engagemang
År 1948 invaldes Todd till det koloniala parlamentet. Han efterträdde Sir Godfrey Huggins som ledare för Förenta Rhodesiapartiet och blev premiärminister i Sydrhodesia 1953 när Huggins blev konstituerande premiärminister i den nybildade Centralafrikanska federationen 1953. Samtidigt ombildades Förenta Rhodesiapartiet till United Federal Party.
Från 1955 till 1960 var Todd samtidigt förste vice ordförande i Världskonventionen av Churches of Christ.
Todd införde modesta reformer som syftade till att förbättra utbildningen av den svarta majoriteten genom att ta skattepengar som betalats av rhodesiska fastighetsägare och anslag från de brittiska koloniala myndigheterna, och använda dem till svarta skolor. Hans regering införde en plan för att ge grundutbildning till alla afrikaner i skolåldern. Han fördubblade antalet grundskolor och gav bidrag till missionsägda skolor för att inrätta gymnasier och föruniversitetskurser för svarta.
Todd drev ett lagförslag genom den koloniala administrationen, vilket möjliggjorde flerrasiga fackföreningar och därigenom undergrävde det växande vita nationalistiska inflytande i fackföreningarna. Dessa reformer togs emellertid inte väl upp och hans parti tvingade honom att avgå när hans ministrar avgick blockvis och tre månader senare ersattes han som partiledare och premiärminister av Edgar Whitehead.
Utan makt blev Todd alltmer kritisk mot det vita minoritetsstyret och var en tydlig motståndare till Ian Smiths ensidiga förklaring av självständighet från Storbritannien 1965. Han ansökte om utresetillstånd för att leda en kampanj vid universitetet i Edinburgh i avsikt att bilda brittisk opinion mot orättvisorna i det vita minoritetsstyret. Den rhodesiska regeringen förbjöd emellertid hans emigration och placerade honom, med kortare avbrott, i husarrest 1965-76.
Efter att ha hjälpt till att samordna isolering och embargo mot Rhodesia, och särskilt för hans stöd för att legitimera gerillaaktivitet av svarta nationalister fördömdes Todd som förrädare av de vita rhodesierna. När Smithregeringen slutligen tvingades ge upp makten och nationen blev den självständiga staten Zimbabwe 1980, var Todd omedelbart påtänkt som medlem i den nya svarta regeringen för sin samverkande roll. Lord Soames utsåg, efter rekommendation av den tillträdande premiärministern Robert Mugabe, Todd till senaten i Zimbabwe den 8 april 1980 där han sedan hade en plats fram till sin pensionering 1985. Efter år av stöd till Mugabe blev han besviken på det nya systemet på grund av dess uppenbara våld mot politiska motståndare. 
Todd adlades av drottning Elizabeth II år 1986, på initiativ av Nya Zeelands regering.